# Ботанічна пам'ятка природи «Олександропільська»
Олександропільська — ботанічна пам'ятка природи поблизу села Олександропіль Білокуракинського району Луганської області України. Добре збережена ділянка кальцієфільного різнотравно-типчаково-ковилового степу, що розвивається на маломіцних ґрунтах і виходах крейдо-мергельної породи. Охоплює верхів'я і лівий схил балки Ковалівський яр, яка відкривається в долину річки Шибениці.
Пам'ятка природи на площі 40 га була утворена рішенням Луганської обласної ради № 8/7 від 29 вересня 1999 року для збереження характерних степових флористичних угруповань, охорони популяції рослин з Червоної книги України та їх угруповання: видів ковили, півонії тонколистої, громовика донського, тюльпану змієлистого, полину суцільнобілого, смілки крейдяної тощо.